# Dalarna
Dalarna (pron. [ˈdɑ̂ːlaɳa], ), o in italiano Dalecarlia, è una provincia storica (landskap) della Svezia centrale. Confina con le province di Härjedalen, Hälsingland, Gästrikland, Västmanland, Värmland e, a ovest, con la Norvegia.

## Contee
Le province attualmente non hanno funzioni amministrative in Svezia, oggi assunte dalle contee (län). La contea di Dalarna comprende integralmente la provincia storica omonima.

## Città
Le città storiche (tra parentesi la data in cui vengono elevate allo status di città) sono:
- Avesta (1641 - 1686, elevata di nuovo nel 1919)
- Borlänge (1944, precedentemente noto come Borlængio, 1390)
- Falun (1641)
- Hedemora (circa 1400)
- Ludvika (1919)
- Säter (1642)

## Economia

### Artigianato
Un prodotto artigianale originario di questa provincia e tipico della Svezia, tanto da diventarne un simbolo, è il "Dalahäst" (in italiano: cavallo di Dalarna), una statuetta di legno dipinta a mano con colori vivaci (il rosso e il bianco sono quelli maggiormente usati) che raffigura un cavallino. 
I riferimenti manoscritti più antichi a statuette in legno di questo tipo utilizzate come giocattoli per bambini risalgono al 1623 quando il vescovo Johannes Rudbeckius, in un sermone, si scaglia contro la frivolezza e dissolutezza di divertimenti quali «dadi, pipe, bambole, cavalli di legno, lettere d'amore», ma lo stile decorativo attuale, chiamato kurbits, fu sviluppato solo verso la metà del XIX secolo quando la produzione di questo prodotto artigianale fiorì per raggiungere il successo commerciale che dura ancor oggi e che contribuì a risollevare, nell'Ottocento, l'economia depressa della provincia di Dalarna. 

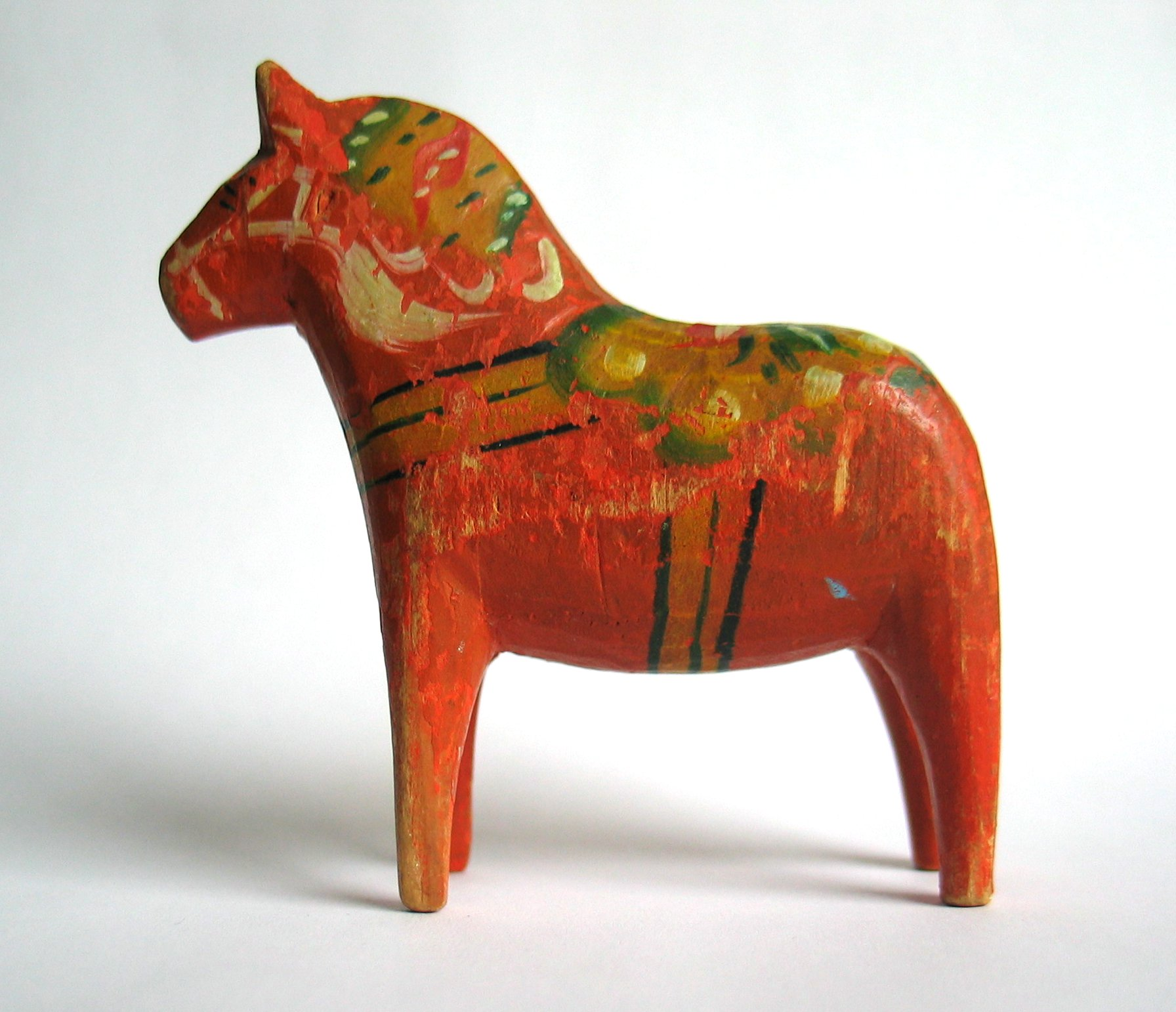
Un Dalahäst dipinto nel tradizionale stile kurbits.

Gli artigiani più rinomati quali Sticko Erik Hansson (1823–1897) Erik Svensk (1865-1957) e Tysk-Anders Gunnarsson (1863-1941) operano tra la fine dell'800 e la prima metà del '900 e la produzione si concentra nel territorio della municipalità di Mora nei villaggi di Berkarlås, Nusnäs, Risa e Vattnäs.
Oggi la figura del Dalahäst si è mercificata e il cavallino dipinto è diventato uno dei più frequenti souvenir da acquistare in Svezia. Sull'onda di questo successo sono stati messi in commercio anche altri animali "Dala": si possono trovare infatti statuette in legno dipinte raffiguranti maiali, alci, cammelli e mucche.